# Золотой курган (Симферополь)
Золо́той курга́н — курган конца VІ — начала V в. до н. э. возле Симферополя. Курган занимает заметное место среди курганов степной скифской знати раннего периода.

## Местонахождение
Курган расположен в центральной части Степного Крыма, в 5 км к северо-западу от Симферополя. Раскопан курган Н. М. Веселовским в 1900 году.

## Описание кургана и находок
Захоронение осуществлено в прямоугольной яме, впущенной через насыпь в материк. Скелет лежал на развернутом панцире или щите. Около костяка найден сопроводительный инвентарь: золотая гривна; пояс с бронзовым набором, на концах которого были две бляшки в виде фигурки орла и две в виде головки грифона; меч с золотым наконечником ножен и колчан с 180 стрелами, украшенный бронзовой фигуркой львицы. Захоронение напоминает погребения скифов Поднепровья.

## Одноимённые курганы
Другой «Золотой курган» в Крыму находится на западной окраине Керчи.